# Claes Didrik Koskull
Claes Didrik Koskull, född 2 juni 1755 på Ängaholm i Aringsås socken, Kronobergs län, död 13 november 1816 i Stockholm, var en svensk friherre och militär.
Koskull blev volontär vid Kronprinsens regemente i Landskrona 1770, förare där samma år, sergeant vid Sprengtportska regementet i samma stad 1772, stabsfänrik där samma år, premiäradjutant 1773, löjtnant vid Jämtlands dragonregemente 1778, kapten och regementskvartermästare där 1781, major i armén 1793, generaladjutant av flygeln och överstelöjtnant i armén 1794, premiärmajor vid regementet 1795 och överstelöjtnant vid regementet 1802. Han utnämndes till överstelöjtnant och chef för Västerbottens lantvärnsbataljon 1808, befordrades till överste i armén 1810 och beviljades avsked 1813. Koskull var medlem av Par Bricole samt invaldes som ledamot nummer 210 i Kungliga Musikaliska Akademien den 19 februari 1802. Han blev riddare av Svärdsorden 1800.